# 圭巴萊
圭巴萊（西班牙語：Güibale），是巴拿馬的城鎮，位於該國西北部，由恩戈貝-布格雷特區的努魯姆區負責管轄，面積96.9平方公里，2010年人口1,098，人口密度每平方公里11.3人。